# والنتینو (فیلم ۱۹۵۱)
والنتینو (انگلیسی: Valentino) فیلمی در ژانر زندگینامه‌ای به کارگردانی لوئیس آلن است که در سال ۱۹۵۱ منتشر شد. از بازیگران آن می‌توان به آنتونی دکستر، النور پارکر، و اوتوی کروگر اشاره کرد.